# Джер
Джер (грец. Атотіс II) — єгипетський фараон І династії Раннього царства. Манефон називає його Атотісом і приписує йому 57 років правління. Імовірно, Джер був спадкоємцем Менеса чи Хор-Аха (якщо не вважати їх однією і тією ж історичною особою).
Наскільки відомо, Джер був першим фараоном, який проводив активну завойовницьку політику поза межами Єгипту. За правління Джера, почалася боротьба Єгипту з лівійськими племенами. Відомо також, що Джер був першим фараоном, який здійснив похід у Нубію — його напис зберігся біля 2-го порогу Нілу. Джер міг також здійснити похід у Палестину чи на Синайський півострів.
Гробниця-мастаба Джера в Тінісі біля Абідоса в наступні епохи розвитку давньоєгипетської цивілізації, починаючи з часів Середнього царства, видавалася за усипальницю бога Осіріса. Біля його гробниці було виявлено 338 поховань слуг і 269 усипальниць придворних. Гробниця дружини Джера Мернейт знаходиться в Саккарі.